# Virgil von Graben
Virgil von Graben zu Sommeregg, v slovenščini Vergil Grabenski, avstrijski plemič in diplomat iz rodbine Von Grabenov, * 15. stoletju, Grad Sommeregg, † 1507.

## Življenje
Rodil se je o grad Sommeregg in njegova starša sta bila grad grof Andreas von Graben zu Sommeregg in Barbara Hallecker. Njegov brat je bil Ernst von Graben; njegova hči Rosina von Graben zu Sommeregg zu Rain († 1534, grad grofica z Sommeregg in herrin z Doberdob; ki se je poročil z baron Haymeran von Rain zu Sommeregg) podedoval Sommeregg.
Graben je bil regent in guverner in svetnik grof Lenart Goriški in cesarjev Maksimilijan I. Leta 1463 je bil povišan v grad grof z Sommeregg. Pri zadnjem goriškem grofu Lenart je bil upravitelj deželnoknežje grofije in goriški kapitan, zaupni svetovalec grofa Leonarda in rimsko-nemškega kralja Maksimiljana I. Kot tak je usmerjal in dokončal prehod Gorice pod habsburško oblast, kljub prizadevanjem Beneške republike. In 1490 za guverner ja Goriški grofje, Gorizia, Lienz in Osttirol (Tirolska). Leta 1480 je kupil grad Lengberg.
Več naslov z Virgil von Graben:
- grad grof z Heinfels
- grad grof z Lengberg
- grad grof z Lienz
- kapitan z Goriški grofje, Lienz in Osttirol

## Potomstvo
Graben je bil poročen z Dorotheo Arnold, rojeno Herbst (von Herbstenburg), vendar njuna poroka ni veljala za zakonito, zato Virgilovi sinovi niso mogli podedovati njegovega premoženja:
- Christof von Graben († 1506), onenjen kot župnik 1498; župnik v Gorici[6]
- Lukas von Graben zu Stein († 1550), cesarski častnik, grad grof z Heinfels, herr z Stein
- Barthlmä von Graben (Bartholomeus von Graben), malo je znanega o njem
- Virgil Lucz von Graben (?)
- Leonhard (Lienhard) von Graben († 1531), leta 1507 je prejel goriško župnijsko cerkev in nasledil svojega umrlega brata Krištofa[7]